# Olavi Lanu
Olavi Lanu (Viipuri, 10 juli 1925 – 11 mei 2015) was een Finse beeldhouwer en land artkunstenaar.

## Leven en werk
Lanu werd geboren in de (van 1917 tot 1945 Finse) stad Viipuri. Hij volgde van 1946 tot 1947 een kunstopleiding aan de Vapaa Taidekoulu en studeerde van 1947 tot 1950 aan de kunstacademie Suomen Taideakatemian koulu, beide in de Finse hoofdstad Helsinki. Gedurende de jaren 1952 en 1953 verbleef hij in Parijs, waar hij studeerde aan de Académie de la Grande Chaumière en in het atelier van de beeldhouwer André Lhote.
In 1967 nam hij deel aan de Biënnale van São Paulo in de Braziliaanse stad São Paulo en in 1978 vertegenwoordigde hij Finland bij de Biënnale van Venetië. In 1979 toonde hij zijn werk in Openluchtmuseum voor beeldhouwkunst Middelheim in Antwerpen en in 1985 kreeg hij een uitnodiging voor de Biënnale van Parijs.
De kunstenaar woonde en werkte in Lahti en was van 1952 tot 1982 hoogleraar.

## Enkele werken
- Heap[1], Oranki Art Park in Pello (Finland)
- Land artsculptuur[2], Lanu Sculpture Trail in Lahti (Finland)
- Le tre pietre (1985)[3], Beeldenpark Villa Celle bij Pistoia (Italië)
- Seated Figure[4] en Reclining Figure[5], Campus School of Art van de Australian National University in Canberra (Australië)
- Istuva paju (1994) in Lahti